# Раздольное (Раздольненский район)
Раздо́льное (до 1944 года — Ак-Ше́йх укр. Роздольне, крымскотат. Aqşeyh, Акъшейх) — посёлок городского типа на северо-западе степного Крыма. Центр Раздольненского района республики. Историческое название села Ак-Шейх, изменённое после депортации крымских татар, переводится с крымскотатарского языка как «белый шейх».

## История

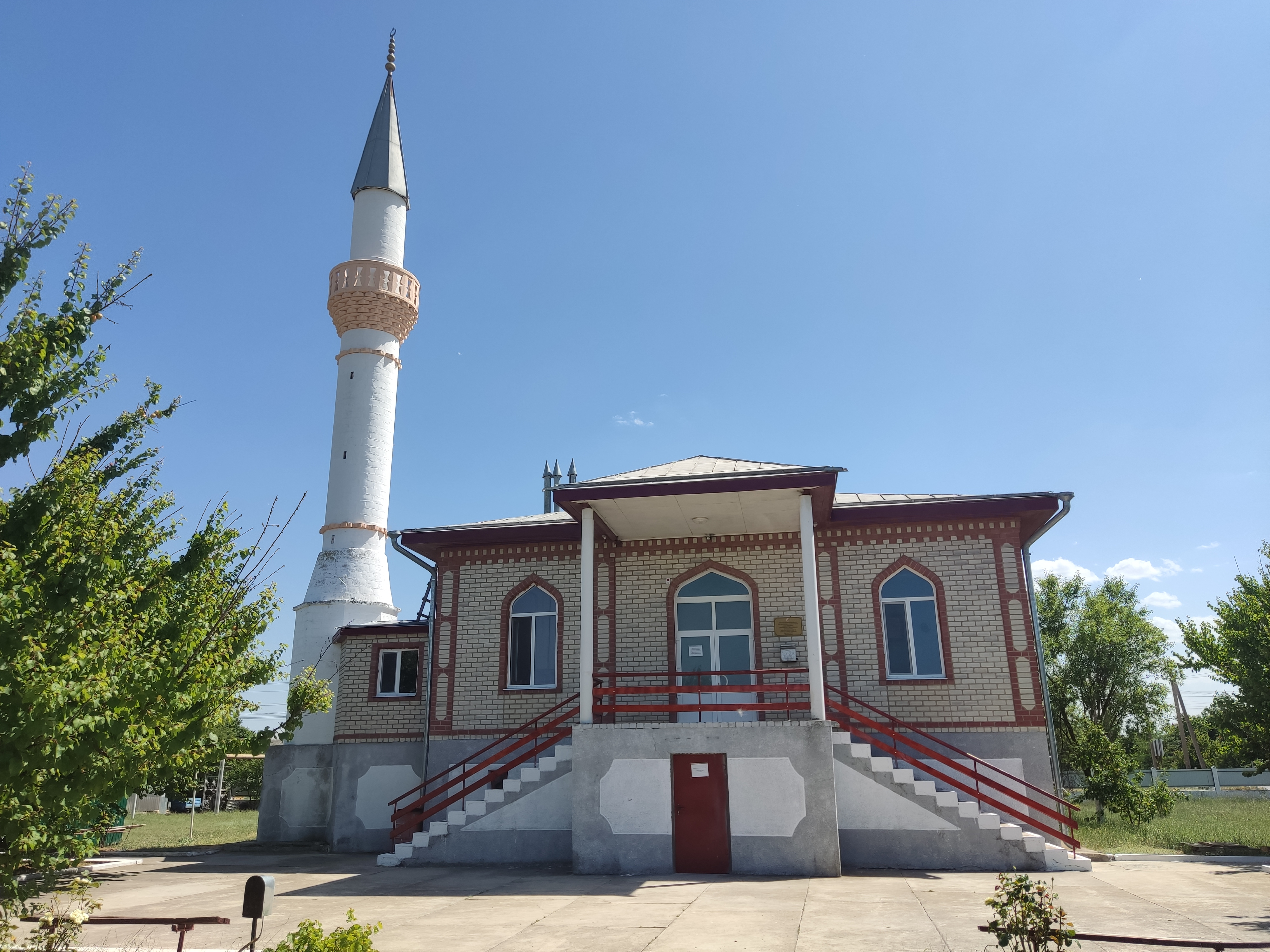
Мечеть

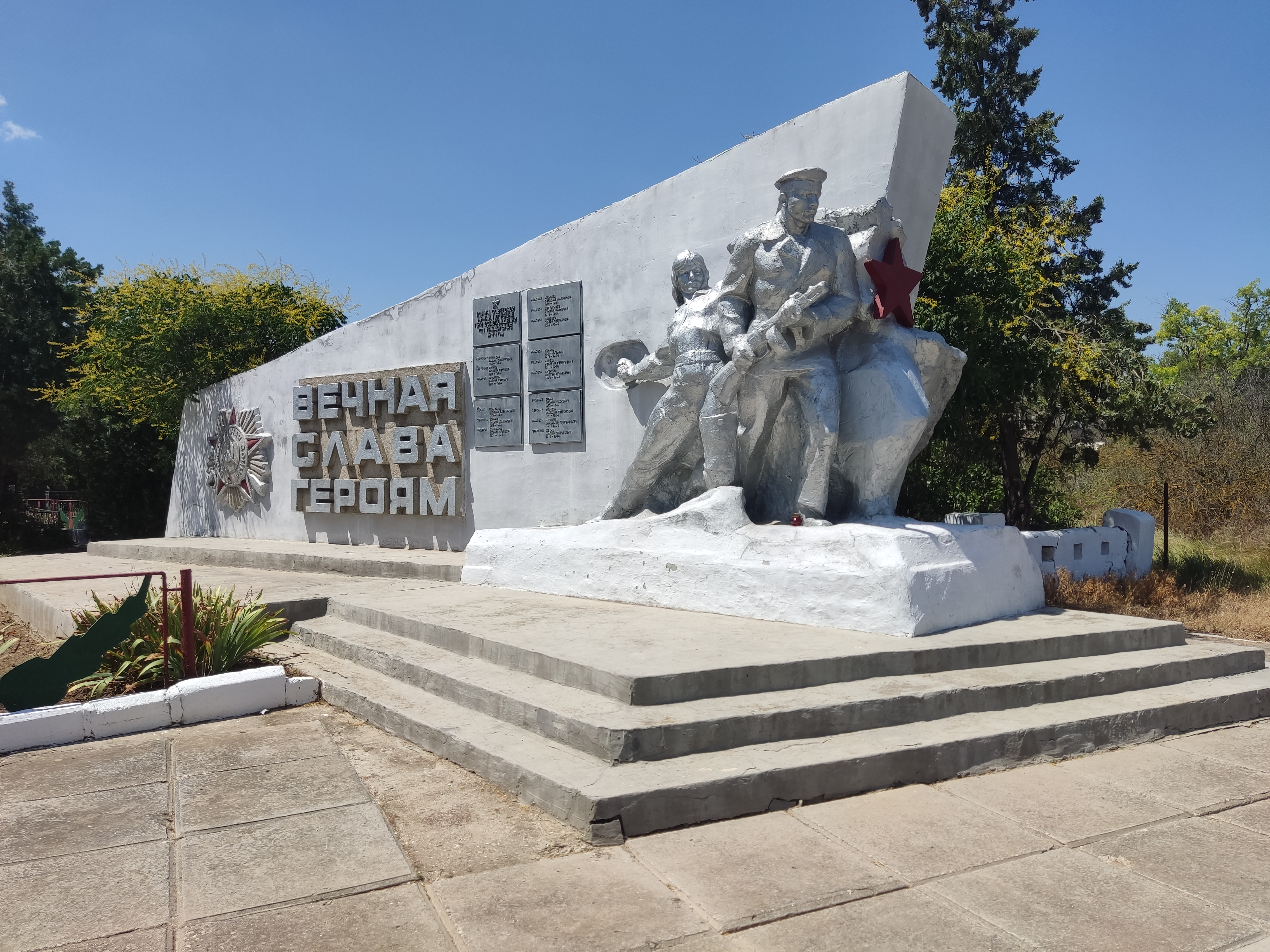
Братская могила советских воинов

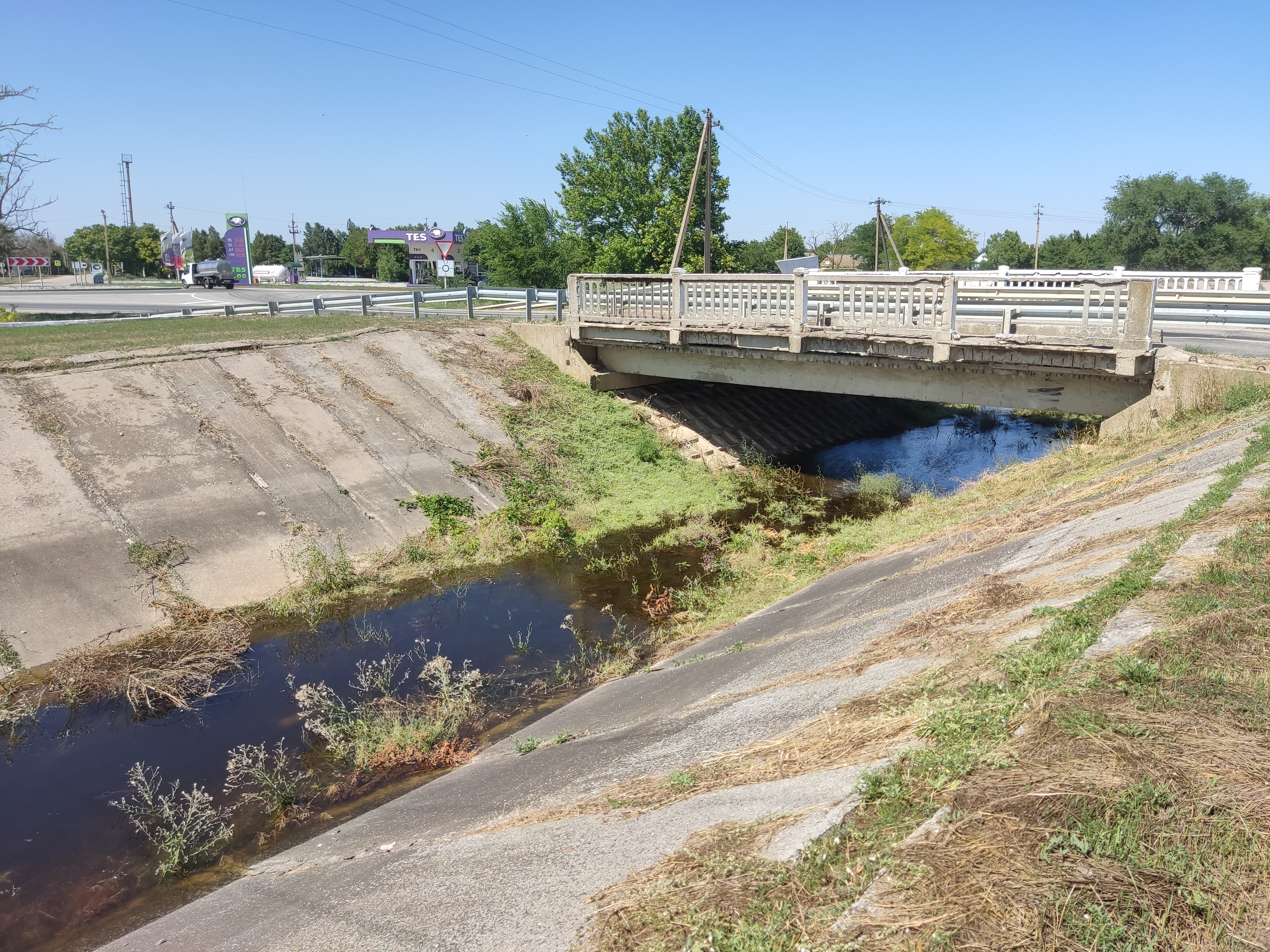
Ветвь Северо-Крымского канала в Раздольном

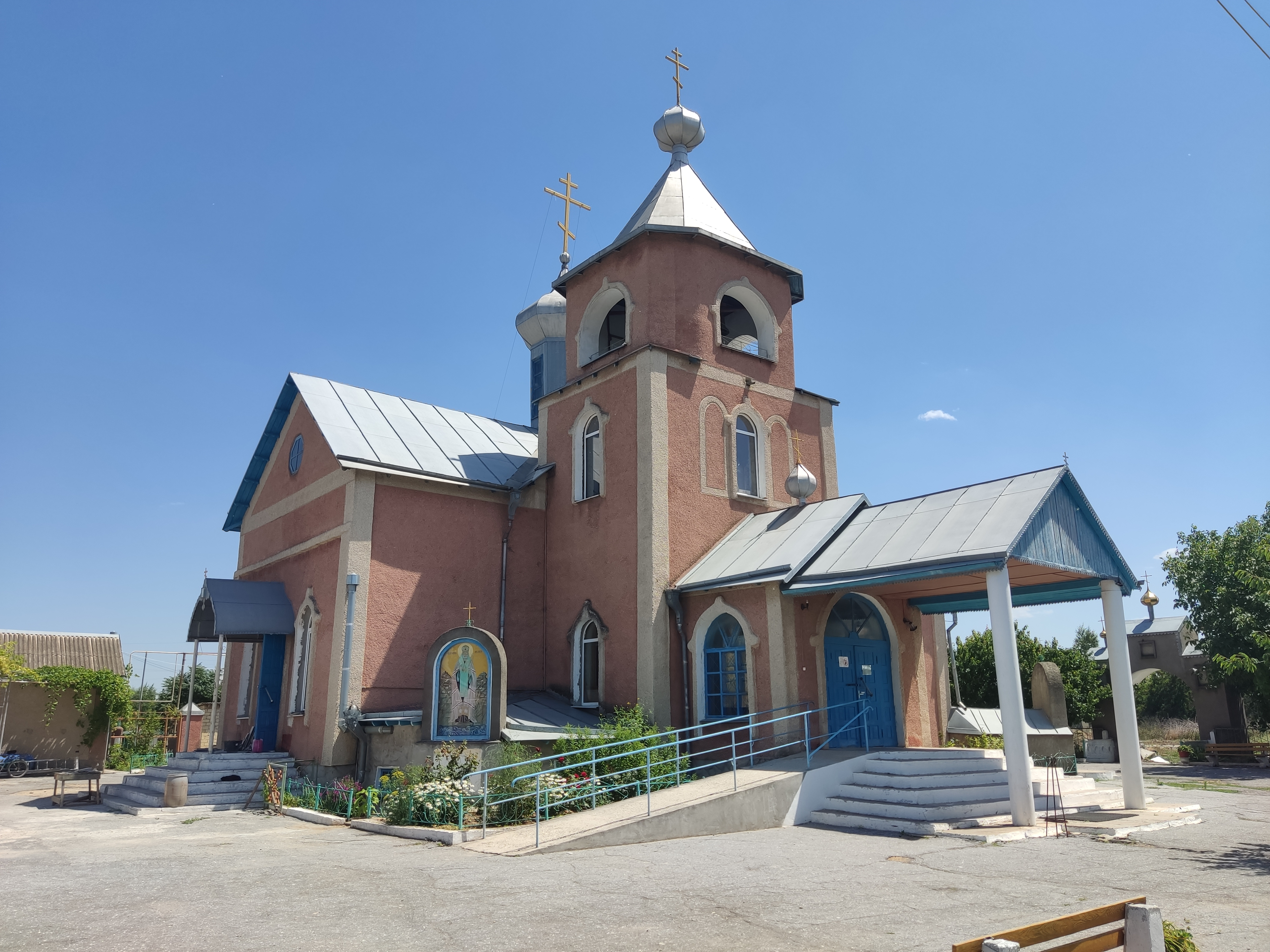
Спасо-Преображенский собор

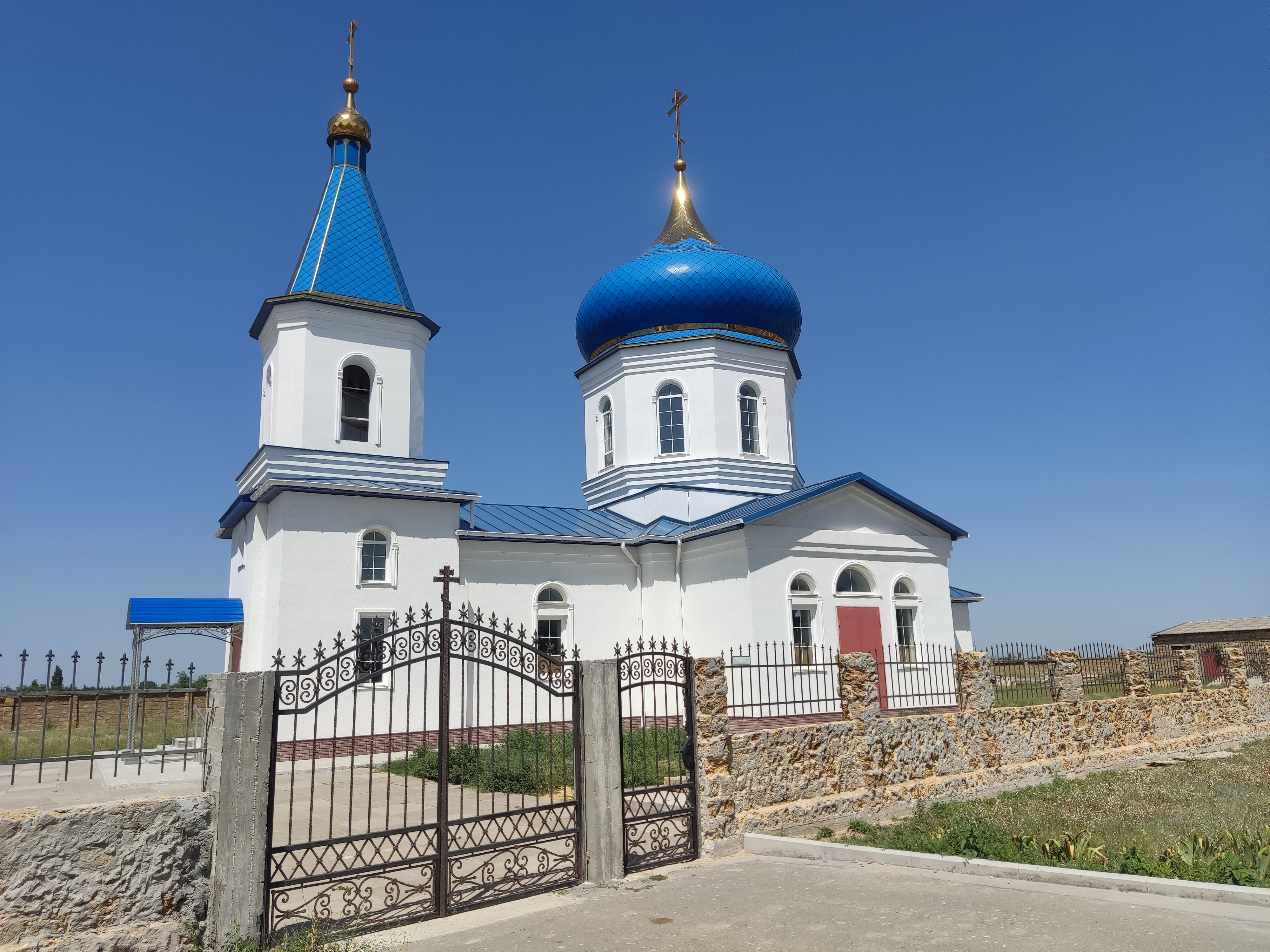
Церковь иконы Божией Матери Всех скорбящих

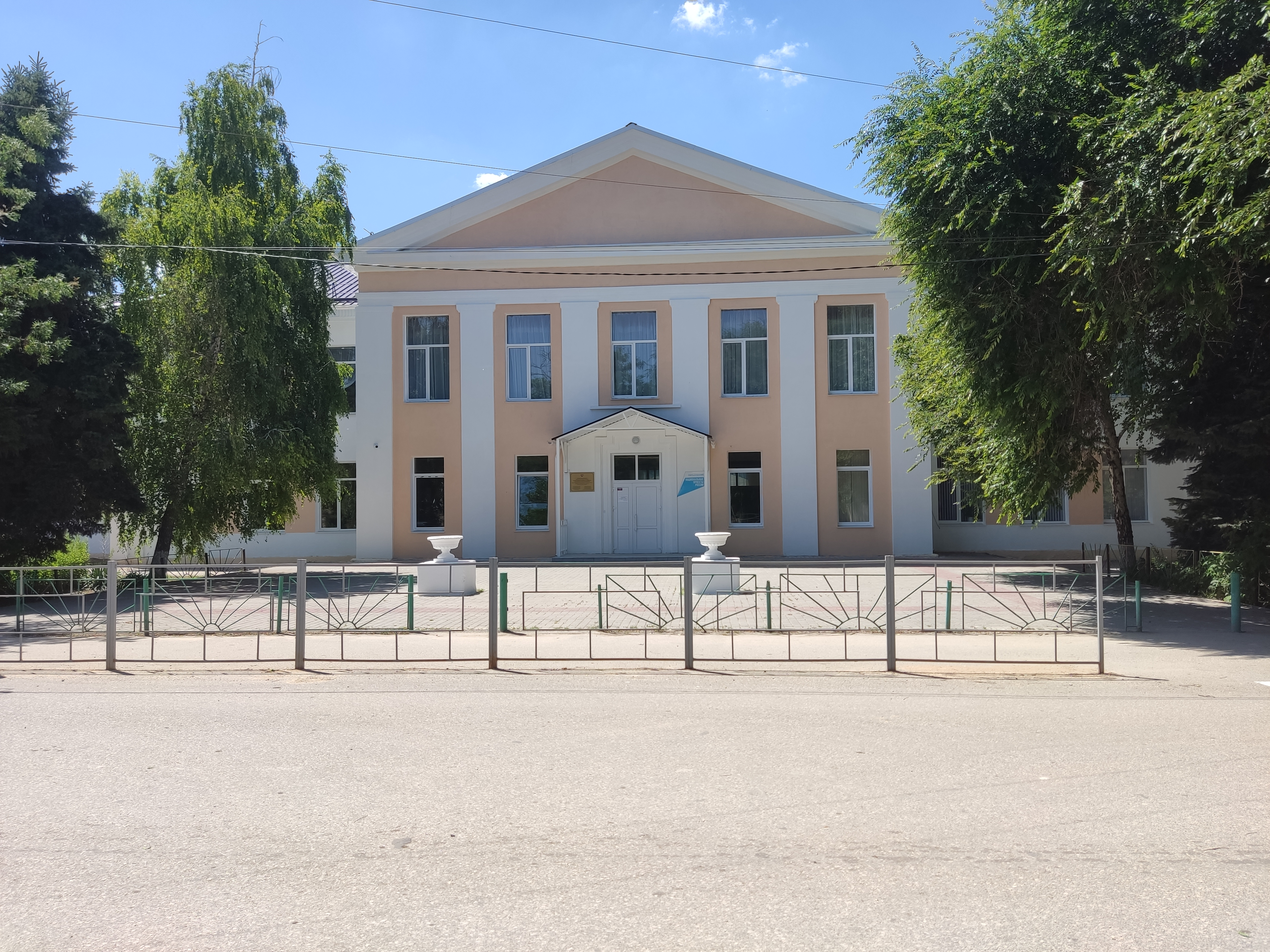
Школа-лицей № 1

Селение Ак-Шеих немецкий, или Дейч-Ак-Шеих, было основано в Коджамбакской волости Евпаторийского уезда на 2000 десятинах земли в 1897 году немцами-евангелистами, выходцами из бердянских колоний и названо по находившемуся рядом старому селу Ак-Шейх. В 1914 году в посёлке проживало 50 человек, действовала паровая мельница, начальная школа. По Статистическому справочнику Таврической губернии. Ч.II-я. Статистический очерк, выпуск пятый Евпаторийский уезд, 1915 год, в селе Ак-Шеих Коджамбакской волости Евпаторийского уезда числилось 7 дворов (все дворы с землёй) с немецким населением в количестве 50 человек приписных жителей и 63 — «посторонних», из которых 72 мужчины и 41 женщина. Жители владели 2276 десятинами удобной земли. В хозяйствах имелось 240 лошадей, 35 волов, 50 коров и 140 голов мелкого скота (в 1918—160 человек). В апреле 1917 года был образован волостной общественный комитет, в феврале 1918 года установлена Советская власть.
С 7 ноября 1921 года посёлок входил в состав Евпаторийского уезда, с октября 1923 года — Ак-Мечетского, с 4 сентября 1924 года — Евпаторийского района; с 1935 года Акшейх — центр одноимённого района. Согласно Списку населённых пунктов Крымской АССР по Всесоюзной переписи 17 декабря 1926 года, в селе Ак-Шеих (немецкий), центре Ак-Шеихского сельсовета Евпаторийского района, числилось 55 дворов, из них 48 крестьянских, население составляло 214 человек, из них 180 немцев, 22 русских, по 4 украинца и татарина, 3 евреев, 1 армянин, действовала немецкая школа. В 1933 году в посёлке основана МТС, в парке которой насчитывались 24 трактора.
Вскоре после начала Великой Отечественной войны, 18 августа 1941 года крымские немцы были выселены — сначала в Ставропольский край, а затем в Сибирь и северный Казахстан. С 30 октября 1941 до 13 апреля 1944 года продолжалась немецко-фашистская оккупация поселка. В городе действовал партизанский отряд, подпольные организации. Ущерб, нанесённый гитлеровцами, составил 36,2 млн рублей.
Указом Президиума Верховного Совета РСФСР от 14 декабря 1944 года «О переименовании районов и районных центров Крымской АССР» Ак-Шеих был переименован в Раздольное и Ак-Шеихский район — в Раздольненский, а указом Президиума от 21 августа 1945 года и Ак-Шеихский сельсовет был переименован в Раздольненский.
В 1950 году в селе был сооружён водопровод, в 1957 году — районная больница, в 1959 году — средняя школа, в 1960 году — гостиница, кинотеатр, 430 жилых домов, шоссе Евпатория — Раздольное.
В 1960 году село Раздольное было преобразовано в посёлок городского типа. В период с 1963 по 1964 годы посёлок находился в составе Черноморского района, а с января 1965 года он снова стал райцентром. До 1969 года население Раздольного увеличилось в 4 раза, количество домов — в 12 раз, медперсонала — в 17, учителей — в 15 раз по сравнению с 1940 годом.
С 1970 года Раздольное стало стремительно развиваться в сфере экономики; был обустроен Раздольненский парк отдыха и культуры, построен летний театр, стадион и др. В 1978 году в посёлке была построена школа № 2.
В 1990-х годах, после перестройки, посёлок начал терять свои достоинства — такие, как освещение и озеленение. В 1996—2001 годах в посёлке царила полная разруха.
С 2000—2012 гг. в посёлке и в районе началось развитие туризма, озеленение скверов и парка; происходило дальнейшие развитие посёлка.
С 18 марта 2014 года посёлок де-факто находится в составе Российской Федерации в результате аннексии Крыма

## Население
| 1926  | 1939  | 1970  | 1979  | 1989  | 2001  | 2009  |
| ----- | ----- | ----- | ----- | ----- | ----- | ----- |
| 214   | ↗1064 | ↗5213 | ↗6915 | ↗7845 | ↗8175 | ↘7330 |
| 2010  | 2011  | 2012  | 2013  | 2014  | 2015  | 2016  |
| ↘7312 | ↘7300 | ↗7326 | ↘7320 | ↗7352 | ↗7375 | ↗7386 |
| 2017  | 2018  | 2019  | 2020  | 2021  |       |       |
| ↘7382 | ↘7362 | ↘7231 | ↘7165 | ↗7231 |       |       |

- 1926 год — 214 чел. (180 немцев, 22 русских, 4 крымских татарина, 3 еврея, 1 армянин)
- 1959 год — 1827 чел.[29]

## Экономика и социальная сфера

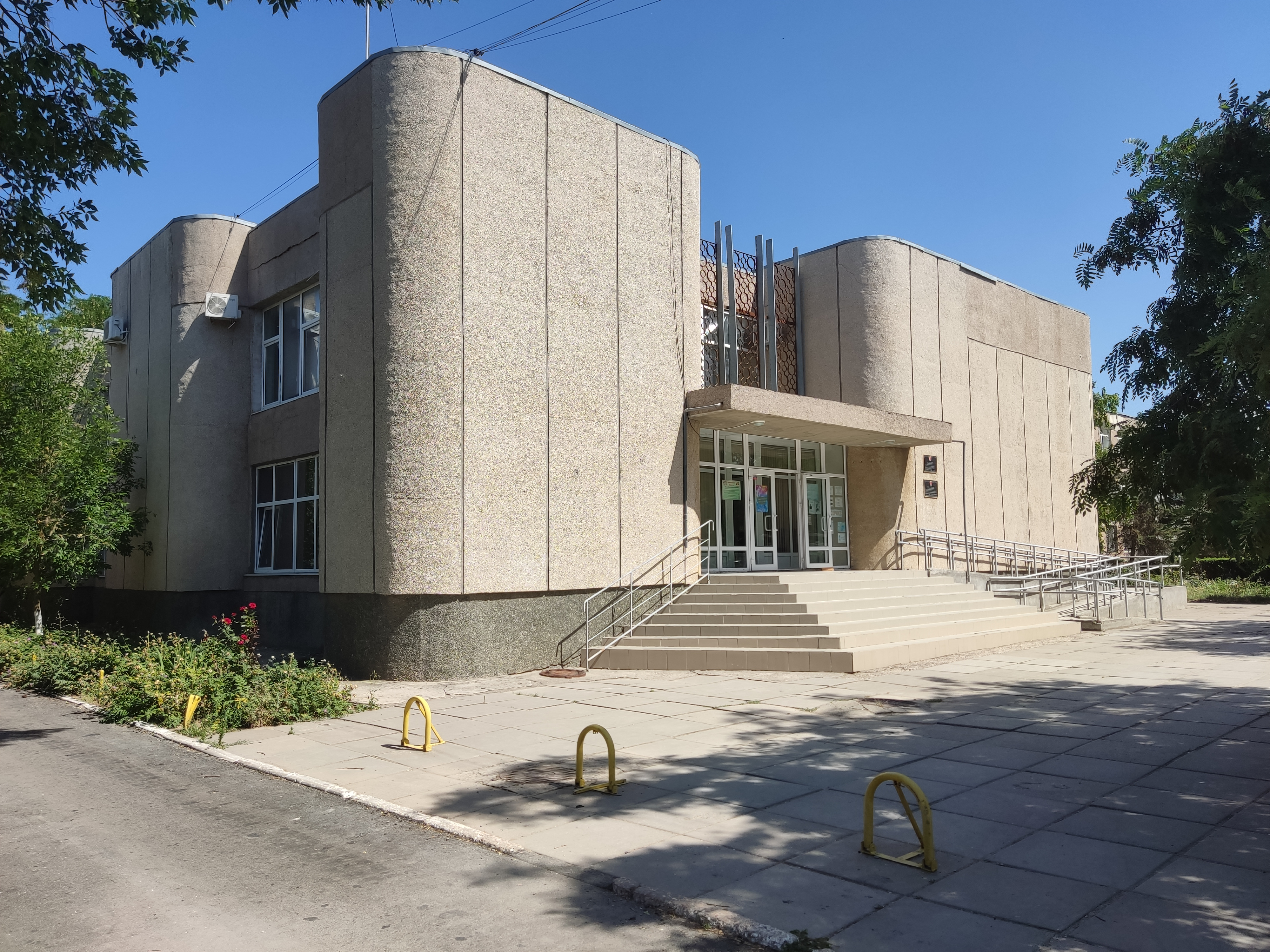
Библиотека имени Домбровского

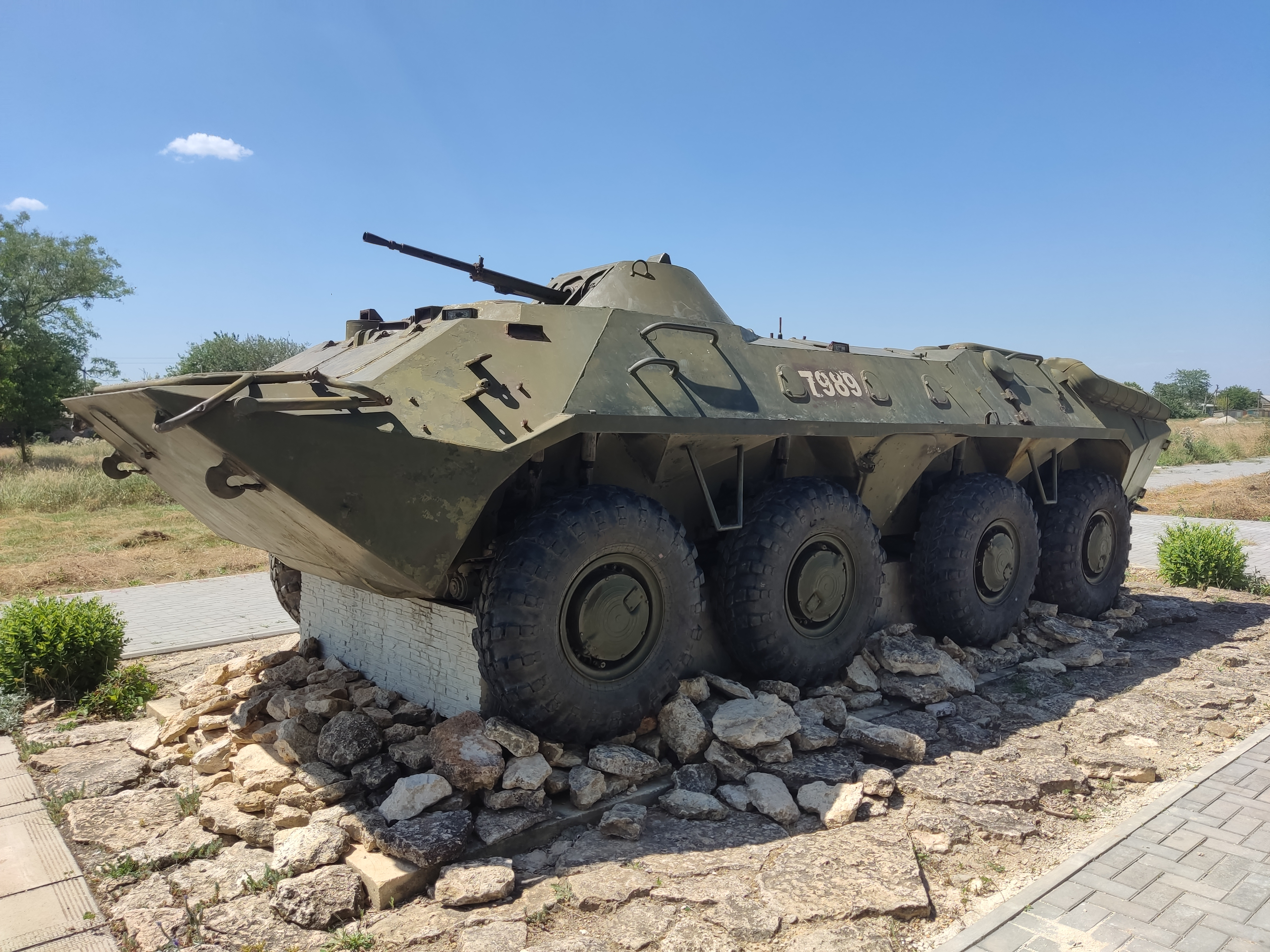
Памятник воинам-интернационалистам

На территории посёлка действуют хлебозавод(закрыт), маслозавод(уже работает), Управление оросительных систем, РАЙПО (не работает), ПУЖКХ (не работает), СПМК-73, ОКС , ДТЭК, РОЗР, Управление сельского хозяйства.
Сейчас в посёлке — 2 общеобразовательных школы, 2 детских сада, центральная районная больница, детская консультация, стоматологический кабинет, отделение скорой помощи, хирургическое отделение, станция переливания крови; районный Дом культуры, музыкальная школа, краеведческий музей; торговый комплекс, налоговая инспекция, ветеринарная клиника. Действуют 53 предприятия и организации.
В посёлке установлены памятники Ленину, воинам-освободителям, воинам-интернационалистам, которые участвовали в Афганском конфликте 1979—1989 гг.